# Björk Guðmundsdóttir & tríó Guðmundar Ingólfssonar
Björk Guðmundsdóttir & tríó Guðmundar Ingólfssonar – islandzka grupa jazzowa.
Zespół powstał w 1990, kiedy piosenkarka Björk Guðmundsdóttir (grająca w tym samym czasie w The Sugarcubes) weszła w skład grupy tríó Guðmundar Ingólfssonar, do którego należeli: pianista Guðmundur Ingólfsson, perkusista Guðmundur Steingrímsson (pseudonim „Papa Jazz”) i basista Þórður Högnason.

## Historia
Według jednej z wersji wydarzeń Björk i Guðmundur Ingólfsson przyjaźnili się już wcześniej. Znajomość nawiązali podczas wspólnej gry w 1987 w Hótel Borg, w Reykjavíku. Inna wersja mówi, że poprzednie występy Björk w lokalnym jazzowym radiu o nazwie Godravina Fundur zrobiły wrażenie na Guðmundurze Steingrímssonie. Guðmundur poznać miał 16-letnią Björk podczas własnej sesji nagraniowej u Labbiego Þórarinssona.
Zespół nagrał tylko jeden album zatytułowany Gling-Gló pod koniec 1990. Wydany został przez wytwórnię Smekkleysa w Islandii, a później przez One Little Indian Records w Wielkiej Brytanii.
Album zdobył platynową płytę w Islandii. Zespół dawał również występy na żywo w nocnych klubach, ale w 1991 Guðmundur Ingólfsson zmarł na raka i grupa została rozwiązana.

## Gling-Gló
W albumie znalazły się w większości jazzowe utwory w języku islandzkim i trzy wersje amerykańskich piosenek w języku angielskim: „Ruby Baby” Jerry'ego Leibera i Mike'a Stollera, „I Can’t Help Loving That Man” Oscara Hammersteina II i Jerome'a Kerna oraz całkowicie przeredagowany cover „You Can't Get A Man With A Gun” Irvinga Berlina ze słynnego musicalu Annie Get Your Gun.
Islandzkie piosenki na tej płycie zostały nagrane na żywo niemal w całości bez overdubbingu w przeciągu dwóch dni w Stúdíó Sýrland, w Reykjavíku. Dwie angielskie piosenki z albumu zostały zagrane w telewizji Ríkisútvarpið w 1990.

## Björk po rozpadzie zespołu
Gdy grupa się rozpadła, Björk dalej grała w The Sugarcubes, nagrywając w 1992 Stick Around for Joy. Następnie rozpoczęła karierę solową, począwszy od albumu Debut w 1993, którą kontynuuje do dziś.

## Dyskografia

### Albumy
| Rok  | Album     | Pozycja na liście | Certyfikat        |
| Rok  | Album     | ISL               | Certyfikat        |
| ---- | --------- | ----------------- | ----------------- |
| 1990 | Gling-Gló |                   | Islandia: platyna |

## Nagrania na żywo
1. „I Fall in Love Too Easily”
2. „Luktar-Gvendur”
3. „You Don’t Know What Love is”
4. „Cry Me a River”
5. „I Can’t Help Loving that Man”
6. „Brestir og Brak”
7. „Ruby Baby”
8. „Pabbi Minn”
9. „Gling Gló”
10. „Misty”
11. „Í Dansi með Þér”
12. „Bella Símamær”
13. „Litli Tónlistarmaðurinn”
14. „Ástartöfrar”

UWAGA: Nagrania te dostępne są na bootlegu zatytułowanym Gling-Gló Live at the Hotel Borg.

## Występy w telewizji
Zespół wystąpił 23 sierpnia 1990 w Ríkisútvarpið (Narodowa Islandzka Telewizja).